# Holbergmedaljen
Holbergmedaljen er en dansk litteraturpris opkaldt efter Ludvig Holberg. Den hædrer en dansk skønlitterær eller videnskabelig forfatter. Den er indstiftet af Dansk Forfatterforening.Prisen er uddelt årligt siden 1934 og tildeles for en enkelt titel eller for et helt forfatterskab. Prisen uddeles normalt i begyndelsen af december, ofte på Holbergs fødselsdag den 3. december. I 2009 var prisen på 60.000 kr. Blev første gang uddelt ved Dansk Forfatterforenings 40 års jubilæum.
Modtageren bliver besluttet af en komité, der består af 5 medlemmer; én fra Kulturministeriets Litteraturråd, 2 fra Københavns Universitet og 2 fra Dansk Forfatterforening.

## Modtagere
- 1934 – Vilhelm Andersen
- 1935 – Sven Clausen
- 1937 – Valdemar Rørdam
- 1938 – Th.A. Müller
- 1939 – Jacob Paludan
- 1940 – Thit Jensen
- 1941 – Henrik Pontoppidan
- 1942 – Frederik Poulsen
- 1943 – Otto Rung
- 1944 – Johannes Jørgensen
- 1945 – Tom Kristensen
- 1946 – Harry Søiberg
- 1947 – Carl Erik Soya
- 1948 – Paul la Cour
- 1949 – Karen Blixen
- 1950 – Hans Hartvig Seedorff Pedersen
- 1951 – Torben Krogh
- 1952 – Martin A. Hansen
- 1953 – Helge Topsøe-Jensen
- 1954 – H.C. Branner
- 1955 – Knuth Becker
- 1956 – Palle Lauring
- 1957 – Kjeld Abell
- 1958 – F.J. Billeskov Jansen
- 1959 – Knud Sønderby
- 1960 – William Heinesen
- 1961 – Robert Neiiendam
- 1962 – Finn Methling
- 1963 – Otto Gelsted
- 1964 – Morten Borup
- 1965 – Hans Scherfig
- 1966 – Aage Dons
- 1967 – Hakon Stangerup
- 1968 – Willy-August Linnemann
- 1969 – Steen Eiler Rasmussen
- 1970 – Rudolf Broby-Johansen
- 1971 – Leif Panduro
- 1972 – K.E. Løgstrup
- 1973 – Villy Sørensen
- 1974 – Oluf Friis
- 1975 – Aage Kragelund
- 1976 – Elsa Gress
- 1977 – Jens Kruuse
- 1978 – Erik Knudsen
- 1979 – Klaus Rifbjerg
- 1980 – Aage Hansen
- 1981 – Svend Kragh-Jacobsen
- 1982 – Heðin Brú
- 1983 – Thorkild Bjørnvig
- 1984 – Lise Sørensen
- 1985 – Jørgen Gustava Brandt
- 1986 – Halfdan Rasmussen
- 1987 – Inger Christensen
- 1988 – Svend Eegholm Pedersen
- 1989 – Ulla Ryum
- 1990 – Svend Åge Madsen
- 1991 – Sven Holm
- 1992 – Suzanne Brøgger
- 1993 – Erik A. Nielsen
- 1994 – Ole Wivel
- 1995 – Henrik Stangerup
- 1996 – Astrid Saalbach
- 1997 – Per Højholt
- 1998 – Jess Ørnsbo
- 1999 – Carsten Jensen
- 2000 – Bent Holm
- 2001 – Benny Andersen
- 2002 – Keld Zeruneith
- 2003 – Ebbe Kløvedal Reich
- 2004 – Erling Jepsen
- 2005 – Thomas Bredsdorff
- 2006 – Line Knutzon
- 2007 – Klaus Peter Mortensen
- 2008 – Anders Matthesen[3]
- 2009 – Jørn Lund
- 2010 – Nikoline Werdelin
- 2011 – Ursula Andkjær Olsen
- 2012 – Rune Lykkeberg
- 2013 – Henning Mortensen
- 2014 – Karen Skovgaard-Petersen
- 2015 – Dorrit Willumsen
- 2016 – Ivar Gjørup
- 2017 – Kaspar Colling Nielsen[4]
- 2018 – Peter Zeeberg
- 2019 – Helle Helle
- 2020 – Birgitte Possing
- 2021 – Dorte Karrebæk
- 2022 – Ditlev Tamm[5]
- 2023 - Frederik Cilius[2]